# Cuito Cuanavale
Cuito Cuanavale is een stad (município) in de Angolese provincie Cuando Cubango. In 2014 telde de município 40.829 inwoners. 
Er heerst een tropisch savanneklimaat, met een droog en een nat seizoen. Door de município stromen de rivieren Cuito en Cuanavale.
Tijdens de Angolese Burgeroorlog werd er in 1987-1988 rond Cuito Cuanavale hevig gevochten tussen het rebellenleger UNITA gesteund door Zuid-Afrika en het Angolese regeringsleger gesteund door Cuba. Cuito Cuanavale was een uitvalsbasis voor het offensief van het regeringsleger.
Cuito Cuanavale heeft een regionale luchthaven en er is een wegverbinding met Menongue en Mavinga. 